# 八島號戰艦
八岛号战列舰（日语：八島）是19世纪90年代大日本帝國海軍装备的富士级前無畏艦。当时日本造船技术和能力远远不足，舰艇设计和建造都在英国。八岛号曾参与1904至1905年日俄战争的早期行动，包括战争爆发次日的旅顺口海战，随后继续战斗直到1904年5月在旅顺口近海被两枚水雷命中。八岛号没有马上沉没，在当天拖向基地时傾覆。日军严控消息，俄方直到一年多后才得知八岛号沉没，战争期间一直没有利用日军损失主力艦调整战术。

## 背景和简介

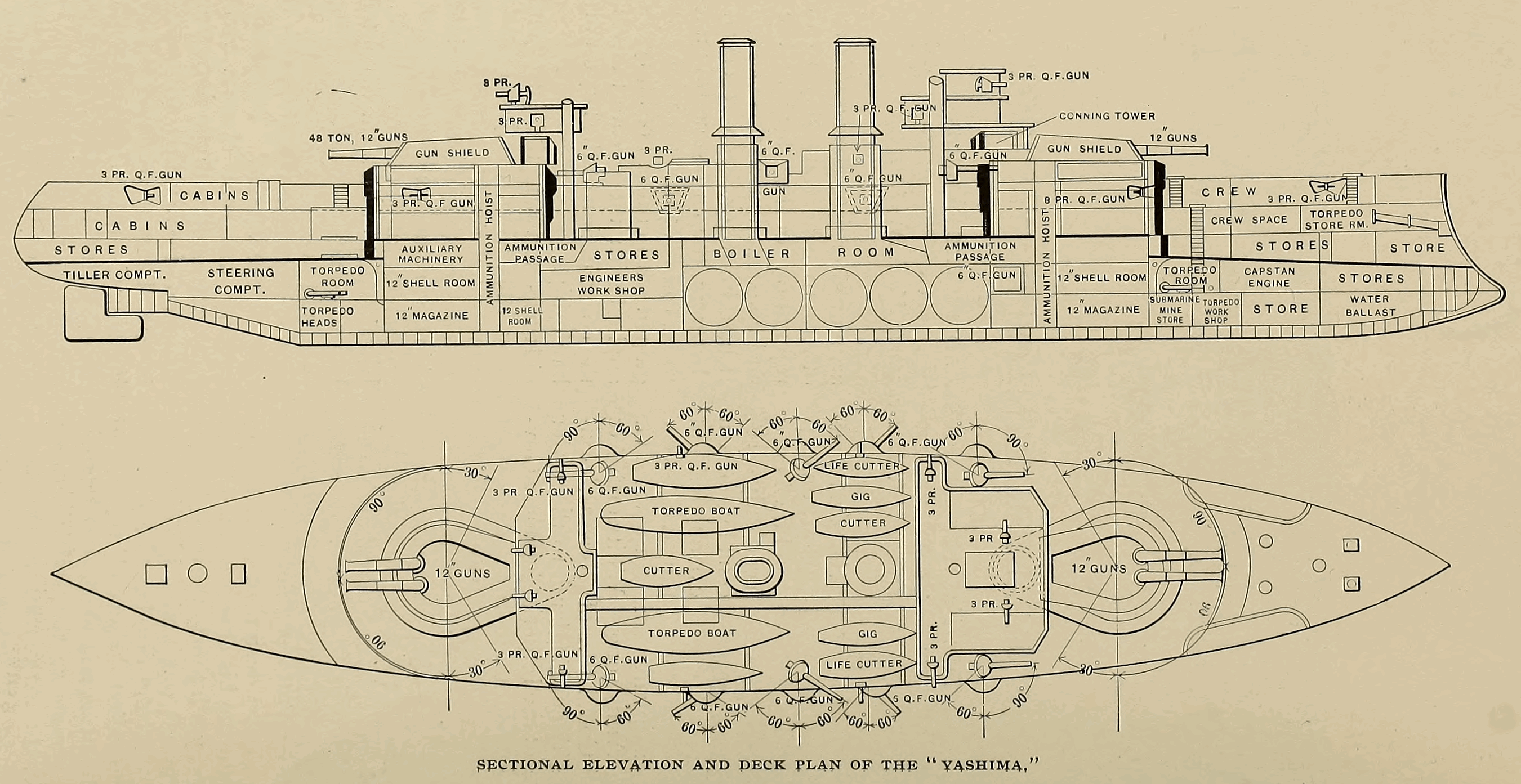
显示舰内布局的右视图和平面图

19世纪90年代初，造船技术和能力远远不足的日本从英国订造两艘富士级战列舰，对抗中国北洋水師从德国购买的两艘铁甲舰，这也是大日本帝國海軍最早的战列舰。富士级战列舰由菲利浦·瓦茨设计，是英国君权级战列舰（Royal Sovereign-class）的缩小版，速度略有优势且装甲类型更优。舰体全长125.6米，全宽22.4米，满负荷时吃水深度8米，正常负荷排水量12430吨，配备官兵650人。八岛号与姊妹舰富士号均用十台圆柱形锅炉（Cylindrical boiler）生成蒸汽，驱动两台各带一条传动轴的三胀往复式蒸汽机（Triple-expansion steam engine）。蒸汽机采用正压通风，额定功率1.01万千瓦，设计最高速度18.25节（每小时34公里）。不过，八岛号试航时以10496千瓦功率达到19.5节（每小时36.1公里）航速。装载足够煤炭时，两舰能以10节（每小时19公里）航速巡航4000海里（7400公里）。
富士级战列舰主炮是两座双联装砲塔安装的四门305毫米舰炮，两座炮塔分别位于战列舰上层建筑前后。舰上副炮包含十门单装152毫米速射炮，其中四门位于舰侧炮廓（Casemate），六门在上甲板，都有炮盾保护。舰上另有14门单装47毫米3磅舰炮和十门单装47毫米2.5磅舰炮，用于对抗魚雷艇。富士级战列舰另有五具450毫米鱼雷管，除舰头一条高于水面外，另外四条都在水下，舰的两舷侧各一对。两舰采用356至457毫米哈维装甲（Harvey armor）组成的水线装甲带，152毫米的装甲板保护炮塔，甲板厚64毫米。1901年，两舰将16门47毫米舰炮换成76.2毫米12磅12英担速射炮，舰上官兵因此增至652人，后来又升到741人。

## 建造与服役经历

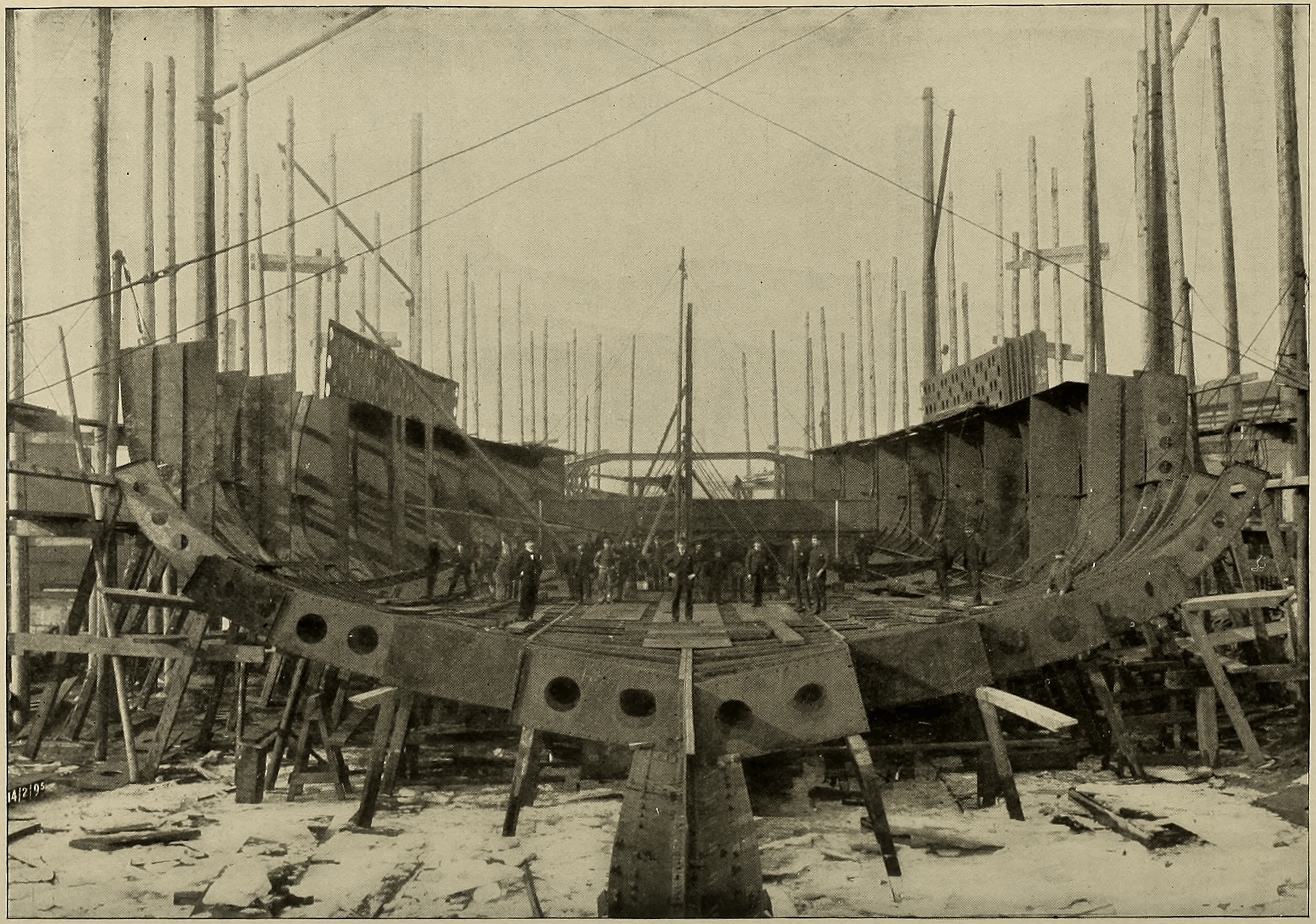
铺设龙骨两个月后还在建造的八岛号战列舰

八岛号战列舰的名称是日本古代俗名，该舰由1894年海军计划下单，同年12月6日在泰恩河畔纽卡斯尔埃尔斯维克（Elswick）的阿姆斯特朗-惠特沃斯造船厂铺下龙骨，船厂编号“625”。该舰在1896年2月28日下水，1897年9月9日交付，耗资1050万日圓。八岛号此后一个月在海上试航，9月15日离开英国，11月30日抵达日本橫須賀市。八岛号先划入大日本帝国海军主要作战舰队“常备舰队”，但11月20日降级划入预备舰队。1898年3月21日，八岛号重新划入一等战列舰并分到常设舰队。两年后该舰又进入预备舰队，直到1903年12月28日重新启用并分到聯合艦隊第一舰队第一战队。
日俄战争爆发之际，东乡平八郎海军中将率战列舰和巡洋舰偷袭旅顺口近海停泊的俄国太平洋舰队，坂本一海军大佐带领八岛号参战。东乡平八郎对之前出动驱逐舰夜间偷袭寄予厚望，希望俄军陷入严重混乱、实力大减，但实际效果远没这般理想，俄军已经做好面对日军战列舰与巡洋舰来袭的准备。俄军博雅林号（Boyarin）防护巡洋舰巡逻时发现日本军舰并向防御单位示警，东乡平八郎决定用主炮攻击对方沿海防御，副炮和敌舰交手。事实证明分散火力决策失误，日军的203毫米和152毫米舰炮对俄国军舰损伤很小，对方把所有火力向日本舰船集中。双方都命中对手大量军舰，但东乡平八郎铩羽而归时日军已伤亡60人，俄军仅17人。战斗期间没有火力命中八岛号。
3月10日，八岛号与姐妹舰富士号受梨羽时起海军少将之命从辽东半岛西南侧的鸽子湾盲炸旅顺口，两地相距9.5公里，两舰共发射154发305毫米炮弹，但基本没造成破坏。俄军基地新司令斯捷潘·马卡罗夫海军中将随即部署海岸炮，俄国军舰派观察员监视鸽子湾，3月22日八岛号与富士号再度开炮时遭海岸炮反击，富士号被305毫米炮弹命中后日军停战转移。
4月13日，东乡平八郎引出包括马卡罗夫旗舰彼得罗巴甫洛夫斯克号战列舰等俄军舰只，八岛号参与行动。马卡罗夫发现第一战队的五艘战列舰后掉头逃回旅顺口，但彼得罗巴甫洛夫斯克号撞上日军前一晚布下的水雷并引爆弹药库，该舰在两分钟内沉没，马卡罗夫等677名官兵丧生。大胜的东乡平八郎又开始远距离轰炸，促使俄军继续布雷。

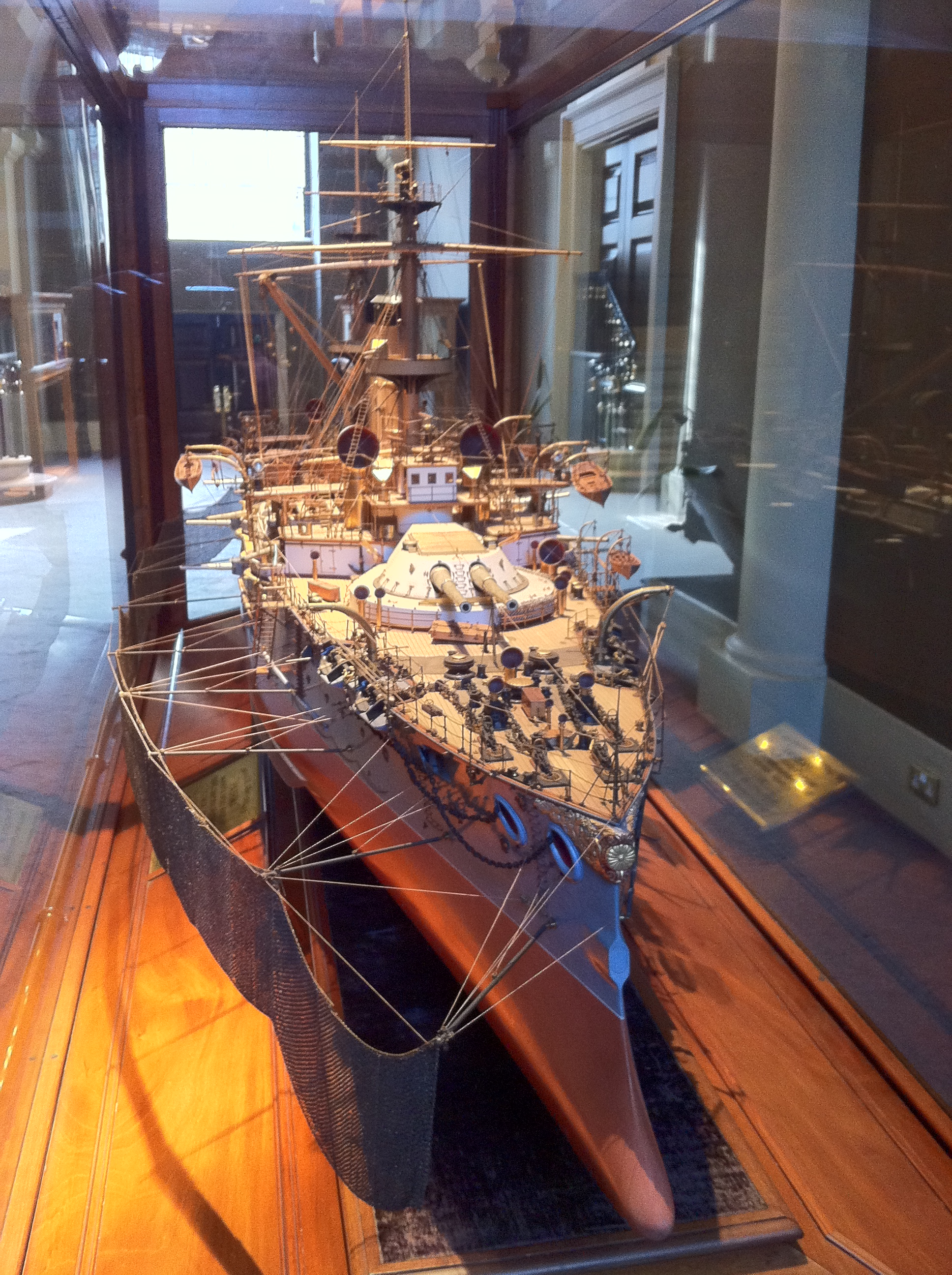
英国航海博物馆展示的八岛号模型

5月14日，梨羽时起出动旗舰初濑号，协同敷岛号与八岛号战列舰和笠置號防護巡洋艦、龍田号通報艦接替旅顺口近海的日军封锁部队。次日早上舰队触及俄军阿穆尔号（Amur）布雷艇布下的雷区，初濑号上午11点10分左右触雷导致无法转向，八岛号上前救助时也撞上两颗水雷，一颗在右弦舰尾的锅炉室炸出洞，另一颗在舰体右舷的水下鱼雷室附近引爆。第二颗水雷爆炸后舰体向右舷倾斜9度，并且当天角度不断增大。
日军把八岛号向北拖离雷区，准备拉到埃利奥特群岛基地。舰体此时进水失控，坂本一17点下令该舰抛锚以便船员弃舰。他集合船员演唱日本国歌《君之代》后弃舰，笠置号继续拖船，但八岛号倾斜幅度越来越大，约三小时后笠置号被迫抛下八岛号，后者随即倾覆，在北纬38°34′，东经121°40′位置长眠。俄军没有目睹八岛号沉没，日军严控消息保密一年多。为防洩密，幸存船员在接下来的战争期间分配到四艘辅助炮艇，负责守御旅顺口并以信件营造他们仍在八岛号上服役的假象。

## 脚注
1. ↑  Evans & Peattie 1997，第60頁.
2. 1 2  Lengerer 2008，第23, 27頁.
3. ↑  Heald 2010，第208頁.
4. 1 2  Brook 1999，第122頁.
5. ↑  Lengerer 2008，第27頁.
6. ↑  Lengerer 2008，第11, 23頁.
7. 1 2 3 4  Jentschura, Jung & Mickel 1977，第16頁.
8. ↑  Chesneau & Kolesnik 1979，第221頁.
9. ↑  Lengerer 2008，第23頁.
10. ↑  Chesneau & Kolesnik 1979，第220頁.
11. ↑  Silverstone 1984，第309頁.
12. ↑  Jane 1904，第400頁.
13. 1 2  Brook 1985，第268頁.
14. ↑  Jentschura, Jung & Mickel 1977，第17頁.
15. 1 2 3 4  Lengerer 2008，第14頁.
16. ↑  Forczyk 2009，第41–44頁.
17. 1 2  Forczyk 2009，第44頁.
18. ↑  Brook 1985，第269頁.
19. ↑  Forczyk 2009，第45–46頁.
20. ↑  Warner & Warner 2002，第279頁.
21. ↑  Forczyk 2009，第46頁.
22. ↑  Warner & Warner 2002，第279–282頁.
23. ↑  Warner & Warner 2002，第283, 332頁.